# Metcalfiella costaricensis
Metcalfiella costaricensis är en insektsart som beskrevs av Mckamey. Metcalfiella costaricensis ingår i släktet Metcalfiella och familjen hornstritar. Inga underarter finns listade i Catalogue of Life.